# Polisse
Polisse is een Franse film van Maïwenn die werd uitgebracht in 2011. 

## Verhaal
Mélissa Zahia is een jonge fotografe die in opdracht van het ministère de l'Intérieur (binnenlandse zaken) een fotoboek moet samenstellen over het dagelijkse reilen en zeilen binnen de cel kind- en jeugdbescherming van de gerechtelijke politie in Parijs. Ze mag optrekken met een tiental agentes en agenten en ze wordt zo getuige van alle problemen en bekommernissen waarmee die worden geconfronteerd: jonge zakkenrollers worden opgepakt, pedofielen en hun slachtoffers worden ondervraagd, ouders die zich schuldig maken aan mishandeling of misbruik worden terechtgewezen of voorgelicht, minderjarigen worden gewezen op aberrant seksueel gedrag. 
Ze merkt ook op dat de agenten erg solidair met elkaar zijn als het op samenwerking aankomt, dat ze elkaar ondersteunen bij hun relatie- en andere problemen en dat ze ondanks hun confronterende job ook veel plezier maken. Toch vinden enkele collega's maar moeizaam een evenwicht tussen privéleven en werk.   

## Rolverdeling
| Acteur                   | Personage                                           |
| ------------------------ | --------------------------------------------------- |
| Karin Viard              | Nadine                                              |
| JoeyStarr                | Fred                                                |
| Frédéric Pierrot         | Balloo, de chef van de cel jeugdbescherming         |
| Marina Foïs              | Iris                                                |
| Emmanuelle Bercot        | Sue Ellen                                           |
| Maïwenn                  | Mélissa Zahia, de fotografe                         |
| Karole Rocher            | Chrys                                               |
| Naidra Ayadi             | Nora                                                |
| Nicolas Duvauchelle      | Mathieu                                             |
| Arnaud Henriet           | Bamako                                              |
| Jérémie Elkaïm           | Gabriel, de man met de gesofistikeerde woordenschat |
| Wladimir Yordanoff       | Beauchard, de baas van de brigade                   |
| Louis-Do de Lencquesaing | meneer de la Faublaise, de man met de lange arm     |
| Sandrine Kiberlain       | mevrouw de la Faublaise                             |
| Laurent Bateau           | de man van Nadine                                   |
| Anne Suarez              | de vrouw van Fred                                   |
| Audrey Lamy              | de moeder van de dooreengeschudde baby              |